# Vithalgarh (stato)
Lo Stato di Vithalgarh fu uno stato principesco del subcontinente indiano, avente per capitale la città di Vithalgarh.

## Storia
Il successore dell'imperatore moghul Shivaji "il Grande" concesse il territorio di Vithalgarh alla famiglia che lo aveva aiutato a combattere l'imperatore moghul Aurangzeb, ed in particolare al suo diwan, Babaji Apaji, che ottenne solo successivamente la città di Vithalgarh. Nel XIX secolo lo stato ottenne anche il distretto di Pipalwa.
Il thakor di Vithalgarh possedeva inoltre uno jagir nello stato principesco di Baroda e numerosi villaggi nel distretto di Satara, nella presidenza di Bombay.
Nel 1947 lo stato entrò a far parte dell'Unione Indiana.